# ダーティー (クリスティーナ・アギレラとレッドマンの曲)
「ダーティー」 (Dirrty featuring Redman) は、アメリカ合衆国のシンガーソングライターのクリスティーナ・アギレラとラッパーのレッドマンの楽曲。

## 概要
この楽曲は、アギレラの4枚目のスタジオ・アルバムである『ストリップト』に収録された曲で、同アルバムから最初のシングルとして2002年9月16日にリリースされた。
各国の週間シングルチャートでは、全英シングルチャート、アイルランドでを1位を獲得、ノルウェーで2位、スイスで3位を記録するなどした。